# Seznam představitelů Katalánska
Funkce prezidenta Generalitat de Catalunya (tedy předseda katalánské vlády) se výrazně měnila s historickým vývojem generality samotné.
Generalitat de Catalunya je instituce, která politicky organizuje španělské autonomní společenství Katalánsko. Skládá se ze tří částí – Parlament de Catalunya (Parlament Katalánska), Consell Executiu (Výkonná rada Katalánska; uváděno také jako Govern de Catalunya neboli Vláda Katalánska) a Prezident de la Generalitat de Catalunya. Prezident/předseda vlády je do své funkce volen katalánským parlamentem a posléze jmenován španělským panovníkem.

## Středověká generalita (1359–1716)

### 14. století
1. Berenguer de Cruïlles, biskup z Girony (1359–1362)
2. Romeu Sescomes, biskup z Lleidy (1363–1364)
3. Ramon Gener (1364–1365)
4. Bernat Vallès, kanovník z Barcelony (1365–1367)
Romeu Sescomes, biskup z Lleidy (1375–1376)
5. Joan I d'Empúries (1376)
6. Guillem de Guimera i ďAbella, velkopřevor špitálního řádu svatého Jana Jeruzalémského (1376–1377)
7. Galceran de Besora i de Cartellà (1377–1378)
Ramon Gener (1379–1380)
8. Felip d'Anglesola, kanovník z Tarragony (1380)
9. Pere de Santamans, kanovník z Tortosy (1381–1383)
10. Arnau Descolomer, kněz z Girony (1384–1389)
11. Miquel de Santjoan, kanovník z Girony (1389–1396)
12. Alfons de Tous, kanovník z Barcelony (1396–1413)

### 15. století
1. Alfons de Tous, kanovník z Barcelony (1396–1413)
2. Marc de Vilalba, opat z Montserratu (1413–1416)
3. Andreu Bertran, biskup z Barcelony (1416–1419)
4. Joan Desgarrigues (1419–1422)
5. Dalmau de Cartellà, opat z Ripollu (1422–1425)
6. Felip de Malla, kanovník z Barcelony (1425–1428)
7. Domènec Ram, biskup z lleidy (1428–1431)
Marc de Vilalba, opat z Montserratu (1431–1434)
8. Pere de Palou, kanovník z Barcelony (1434–1437)
9. Pere de Darnius (1437–1440)
10. Antoni d'Avinyó i de Moles, opat z Montserratu (1440–1443)
11. Jaume de Cardona i de Gandia, kanovník z Barcelony (1443–1446)
12. Pero Ximénez de Urrea, biskup z Tarragony (1446–1449)
13. Bertran Samasó, opat z Ripollu (1449–1452)
14. Bernat Guillem Samasó, opat z Ágeru (1452–1455)
15. Nicolau Pujades, arciděkan z Barcelony (1455–1458)
16. Antoni Pere Ferrer, opat z Montserratu (1458–1461)
17. Manuel de Montsuar, kanovník z Lleidy (1461–1464)
18. Francesc Colom, arciděkan z Valles (1464–1467)
19. Ponç Andreu de Vilar, opat z Ripollu (1467–1470)
20. Miquel Samsó, opat z Bredy (1470–1473)
21. Joan Maurici de Ribes (1473–1476)
22. Miquel Delgado, opat z Poblet (1476–1478)
23. Pere Joan Llobera, kostelník ze Sant Joan de les Abadesses (1478–1479)
24. Berenguer de Sos, jáhen z Barcelony (1479–1482)
25. Pere de Cardona, biskup z Urgellu (1482–1485)
Ponç Andreu de Vilar, opat z Ripollu (1485–1488)
26. Juan Payo Coello, opat z Poblet (1488–1491)
27. Joan de Peralta, opat z Montserratu (1491–1494)
28. Francí Vicenç, převor z Tarragony (1494–1497)
29. Pedro de Mendoza, opat ze Santes Creus (1497–1500)

### 16. století
1. Alfons d'Aragó, biskup z Tortosy (1500–1503)
2. Ferrer Nicolau de Gualbes i Desvalls, kanovník z Barcelony (1503–1504)
3. Gonzalo Fernández de Heredia, arcibiskup z Tarragony (1504–1506)
4. Lluís Desplà i d'Oms, kanovník z Barcelony (1506–1509)
5. Jordi Sanç, probošt z Valencie (1509–1512)
6. Joan d'Aragó, kastelán z Amposty (1512–1514)
7. Jaume Fiella (1514–1515)
8. Esteve de Garret, arciděkan z Tortosy (1515–1518)
9. Bernat de Corbera, arciděkan z Tarratogy (1518–1521)
10. Joan Margarit i de Requesens, arciděkan z Girony (1521–1524)
11. Lluís de Cardona i Enríquez, opat ze Solsony (1524–1527)
12. Francesc de Solsona, kanovník z Lleidy (1527–1530)
13. Francesc Oliver de Boteller, kanovník z Tortosy (1530–1533)
14. Dionís de Carcassona, kanovník z Lleidy (1533–1536)
15. Joan Pasqual, kanovník z Urgellu (1536–1539)
16. Jeroni de Requesens i Roís de Liori (také známý jako Girolamo Doria), arcibiskup z Tarragony (1539–1542)
17. Miquel Puig (1542–1545)
18. Jaume Caçador, kanovník z Barcelony (1545–1548)
19. Miquel d'Oms i de Sentmenat, kanovník z Elny (1548–1551)
20. Onofre de Copons i de Vilafranca, klerik (1551–1552)
21. Miquel de Ferrer i de Marimon (1552)
22. Joan de Tormo (1552–1553)
23. Miquel de Tormo (1553–1554)
24. Francesc Jeroni Benet Franc, arciděkan z Barcelony (1554–1557)
25. Pere Àngel Ferrer i Despuig, opat ze Sant Cugat del Vallès (1557–1559)
26. Ferran de Lloances i Peres, kanovník z Elny (1559–1560)
Miquel d'Oms i de Sentmenat, kanovník z Elny (1560–1563)
27. Onofre Gomis (1563–1566)
28. Francesc Giginta, opat z Ameru (1566–1569)
29. Benet de Tocco (také známý jako Marco Antoni di Tocco), biskup z Vic (1569–1572)
30. Jaume Cerveró, kanovník z Tortosy (1572–1575)
31. Pere Oliver de Boteller i de Riquer, kanovník z Tortosy (1575–1578)
Benet de Tocco (také známý jako Marco Antoni di Tocco), biskup z Girony (1578–1581)
32. Rafael d'Oms, arciděkan z Tarragony (1581–1584)
33. Jaume Beuló, kanovník z Vic (1584)
Pere Oliver de Boteller i de Riquer, kanovník z Tortosy (1584–1587)
34. Martí Joan de Calders (1587)
35. Francesc Oliver de Boteller, opat z Poblet (1587–1588)
36. Jaume Caçador i Claret, biskup z Girony (1590–1593)
37. Miquel d'Agullana, kanovník z Girony (1593–1596)
Francesc Oliver de Boteller, opat z Poblet (1596–1598)
38. Francesc Oliveres (1598–1599)
39. Jaume Cordelles i Oms, kanovník z Barcelony (1599–1602)

### 17. století
1. Jaume Cordelles i Oms, kanovník z Barcelony (1599–1602)
2. Bernat de Cardona i de Queralt, opat z kláštera Saint-Michel de Cuxa (1602–1605)
3. Pere Pau Caçador i d'Aguilar–Dusai, kanovník z Barcelony (1605–1608)
4. Onofre d'Alentorn i de Botella, kanovník z Lleidy (1608–1611)
5. Francesc de Sentjust i de Castre, opat z Arles (1611–1614)
6. Ramon d'Olmera i d'Alemany, velitel špitálního řádu svatého Jana Jeruzalémského (1614–1616)
7. Miquel d'Aimeric (1616–1617)
8. Lluís de Tena, biskup z Tortosy (1617–1620)
9. Benet Fontanella, opat z Besalú (1620–1623)
10. Pere de Magarola i Fontanet, biskup z Elny (1623–1626)
11. Francesc Morillo, arcijáhen z La Seu d'Urgell (1626–1629)
12. Pere Antoni Serra, biskup z Lleidy (1629–1632)
13. Esteve Salacruz, opat ze Sant Pere de Galligants (1632)
14. García Gil de Manrique y Maldonado, biskup z Girony (1632–1635)
15. Miquel d'Alentorn i de Salbà, opat z Amer (1635–1638)
16. Pau Claris i Casademunt, arciděkan z La Seu d'Urgell (1638–1641)
17. Josep Soler (1641)
18. Bernat de Cardona i de Raset, arciděkan z Girony (1641–1644)
19. Gispert d'Amat i Desbosc de Sant Vicenç, opat ze Sant Pere de Galligants (1644–1647)
20. Andreu Pont, opat z Ameru (1647–1650)
21. Pau del Rosso, jáhen z Barcelony (1650–1654)
22. Francesc Pijoan (1654–1656)
23. Joan Jeroni Besora, jáhen z Barcelony (1656–1659)
24. Pau d'Àger, kanovník z Lledy (1659–1662)
25. Jaume de Copons i de Tamarit, kanovník z La Seu d'Urgell (1662–1665)
26. Josep de Magarola i de Grau, opat z Camprodonu (1665–1668)
27. Joan Pagès i Vallgornera, kanovník (1668–1671)
28. Josep de Camporrells i de Sabater, kanovník z La Seu d'Urgell (1671–1674)
29. Esteve Mercadal i Dou, arciděkan z Vic (1674–1677)
30. Alfonso de Sotomayor, biskup z Barcelony (1677–1680)
31. Josep Sastre i Prats, opat ze Sant Pau de Camp (1680–1683)
32. Baltasar de Muntaner i de Sacosta, probošt z Bergy (1683–1686)
33. Antoni de Saiol i de Quarteroni, kanovník z Barcelony (1686–1689)
34. Benet Ignasi de Salazar, biskup z Barcelony (1689–1692)
35. Antoni de Planella i de Cruïlles, opat z Besalú (1692–1695)
36. Rafael de Pinyana i Galvany, kanovník z Tortosy (1695–1698)
37. Climent de Solanell i de Foix (1698–1701)

### 18. století
1. Climent de Solanell i de Foix (1698–1701)
2. Josep Antoni Valls i Pandutxo (1701)
Antoni de Planella i de Cruïlles, opat z Besalu (1701–1704)
3. Francesc de Valls i Freixa (1704–1705)
4. Josep Grau, jáhen ze Solsony (1706–1707)
5. Manuel de Copons i d'Esquerrer (1707–1710)
6. Francesc Antoni de Solanell i de Montellà, opat kláštera Sant Pere de Galligants (1710–1713)
7. Josep de Vilamala, kostelník z kláštera Sant Esteve de Banyoles (1713–1714)

## Moderní generalitat (od roku 1932)
| Č.                                                                      |  | Portrét                 | Jméno                    | Nástup do úřadu    | Opuštění úřadu     | Strana     | Poznámky |
| ----------------------------------------------------------------------- |  | ----------------------- | ------------------------ | ------------------ | ------------------ | ---------- | --- |
| 122                                                                     |  | Francesc Macià i Llussà | Francesc Macià i Llussà  | 14. prosince 1932  | 25. prosince 1933  | ERC        | zemřel ve funkci |
| 123                                                                     |  | Lluís Companys i Jover  | Lluís Companys i Jover   | 25. prosince 1933  | 15. října 1940     | ERC        | od roku 1939 v exilu, v roce 1940 gestapem zatčen ve Francii, vydán do Španělska a popraven                                                 |
| 124                                                                     |  | Josep Irla i Bosch      | Josep Irla i Bosch       | 15. října 1940     | 7. srpna 1954      | ERC        | v exilu |
| 125                                                                     |  | Josep Tarradellas       | Josep Tarradellas i Joan | 7. srpna 1954      | 24. dubna 1980     | ERC        | do roku 1977 v exilu, odstoupil po volbách v roce 1980                                                                                      |
| 126                                                                     |  | Jordi Pujol i Soley     | Jordi Pujol i Soley      | 24. dubna 1980     | 16. prosince 2003  | CDC        | |
| 127                                                                     |  | Pasqual Maragall i Mira | Pasqual Maragall i Mira  | 16. prosince 2003  | 28. listopadu 2006 | PSC        | |
| 128                                                                     |  | José Montilla Aguilera  | José Montilla Aguilera   | 28. listopadu 2006 | 27. prosince 2010  | PSC        | |
| 129                                                                     |  | Artur Mas i Gavarró     | Artur Mas i Gavarró      | 27. prosince 2010  | 10. ledna 2016     | CDC        | |
| 130                                                                     |  | Carles Puigdemont       | Carles Puigdemont        | 10. ledna 2016     | 27. října 2017     | CDC/PDeCAT | zbaven funkce po vyhlášení protiústavního referenda o nezávislosti, odjel do Belgie, španělským soudem vydán na jeho osobu evropský zatykač |
| Funkce neobsazena, přímá správa katalánské samosprávy španělskou vládou |  |                         |                          |                    |                    |            | |
| 131                                                                     |  | Quim Torra              | Quim Torra               | 15. května 2018    | 28. září 2020      | nezávislý  | |
| Funkce neobsazena, pravomoci vykonávány viceprezidentem Pere Aragonèsem |  |                         |                          |                    |                    |            | |
| 132                                                                     |  | Pere Aragonès           | Pere Aragonès            | 22. května 2021    | 10. srpna 2024     | ERC        | |
| 133                                                                     |  | Salvador Illa           | Salvador Illa            | 10. srpna 2024     |                    | PSC        | |